# ۵۰۰ (پیش از میلاد)
مهم‌ترین رویدادهای سال ۵۰۰ پیش از میلاد (انگلیسی: 500 BC) به تفکیک در زیر بیان می‌شوند.

## رویدادها

### بر پایه مکان

#### اروپا
- ساخت مجسمه آپولوی ویی (Apollo of Veii) به دست وولکا. این مجسمه اکنون در موزه ملی دی ویلا جولیا در رم نگهداری می‌شود.
- پایان عصر برنزی نوردیک و آغاز عصر آهن «پیش از روم» در اسکاندیناوی بر اساس سیستم تقسیم‌بندی زمانی اسکار مونتلیوس.
- داریوش اول، پادشاه ایران اعلام کرد که زبان آرامی، زبان رسمی نیمه شرقی امپراتوری پارس باشد.
- پناهجویان تئوسی، آبدرا را بنیان نهادند.

#### آفریقا
- مردمانی که به زبان بانتو صحبت می‌کردند، از غرب به جنوب غربی اوگاندا مهاجرت کردند.
- در همین حدود، قبیله هوتو در آسیا و جنوب و مرکز آفریقا شکل می‌گیرند.

#### آسیا
- نخستین جمهوری در وایشالی هند بنیاد نهاده می‌شود.
- در ژاپن باستان، دوره یایوئی آغاز می‌شود.

## دموگرافیک
- جمعیت جهان به صدملیون نفر رسید که از این میان ۸۵ میلیون نفر در نیمکره شرقی و ۱۵ میلیون نفر در نیمکره غربی (عمدتاً مکزیک، آمریکای مرکزی، کلمبیا، پرو، ونزوئلا) زندگی می‌کردند.

## تولد
آناکساگوراس، فیلسوف یونانی که پیش از سقراط می‌زیست.

## نمای جهان

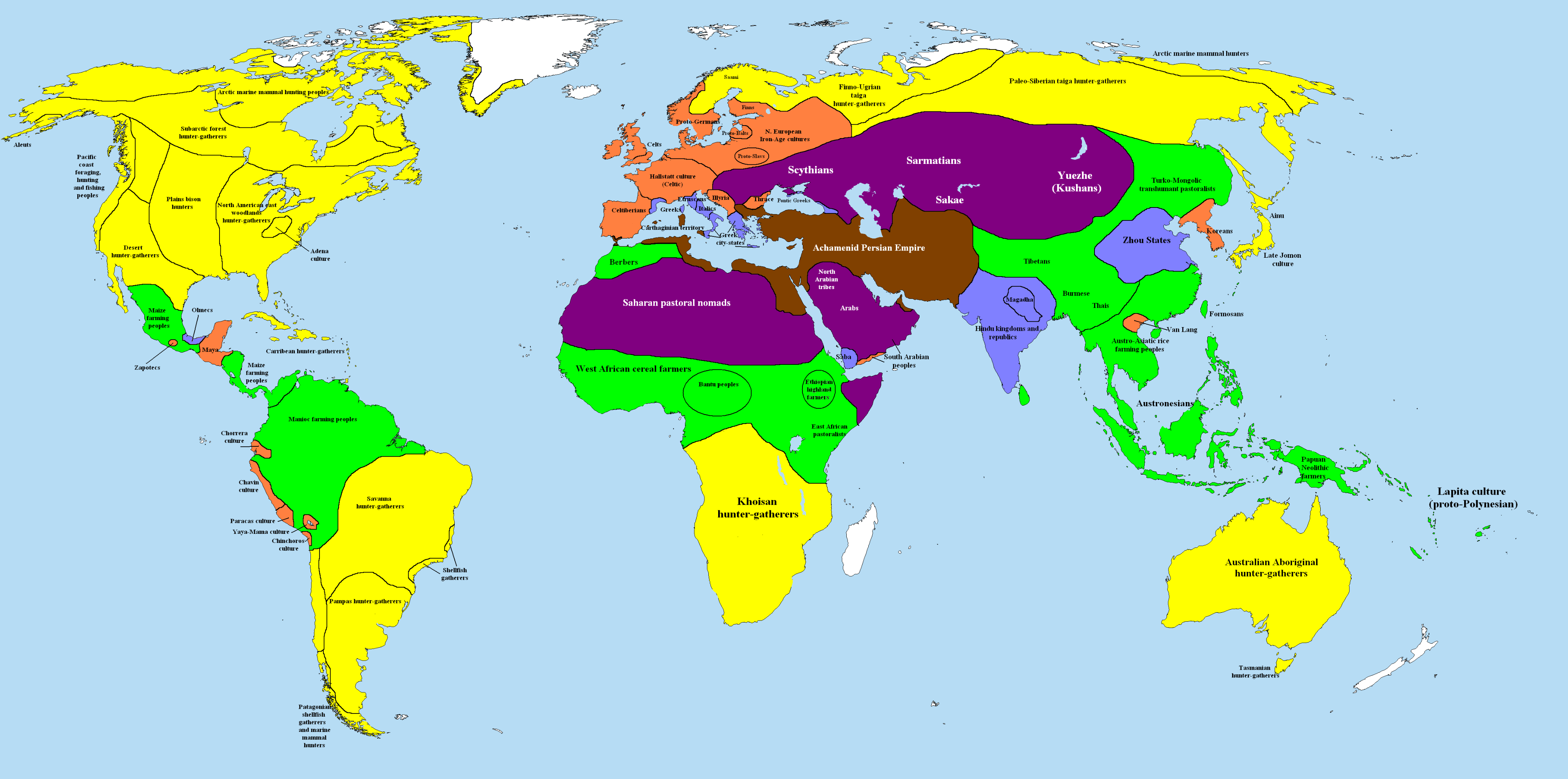
توزیع فرهنگی جهان در سال ۵۰۰ پیش از میلاد